# Bruno Schuster
Bruno Schuster (* 1. Oktober 1884 in Stettin; † 12. Januar 1946 im Speziallager Nr. 1 Mühlberg) war ein deutscher Reichsgerichtsrat.

## Leben
Schuster besuchte das Maria-Hilf-Gymnasium in Stettin und das Friedrichgymnasium in Frankfurt (Oder). Ab 1904 studierte er in Grenoble und Göttingen Rechts- und Staatswissenschaften und war seit 1907 im preußischen Justizdienst. Während seines Studiums wurde er 1904 Mitglied der Burschenschaft Alemannia Göttingen. Von 1914 bis 1919 war er Soldat im Ersten Weltkrieg und danach wieder in der Verwaltung. 1921 wurde er in das Auswärtige Amt abgeordnet und dort Vertreter im gemischten deutsch-belgischen und im deutsch-polnischen Staatsgerichtshof.
1928 wurde er zum Kammergerichtsrat in Berlin ernannt. Seit 1930 war er Mitglied der DVP, am 1. Mai 1933 trat er der NSDAP bei.
Ab Juli 1933 arbeitete Schuster im Nebenamt und dann im Hauptamt im Juristischen Landesprüfungsamt und wurde bei der Auflösung 1935 in das Reichsjustizprüfungsamt übernommen. In der Regimezeit behauptete er, indem er „eine missbilligende Äusserung über Eingriffe in die Unabhängigkeit der Richter getan hatte und deswegen angezeigt worden war“, sei er „deswegen mehrere Jahre später befördert worden, als meine gleich gut beurteilten Amtsgenossen“. Er spielte damit auf den vermeintlichen Einfluss der republikanischen Minderheit im Kammergericht um Hermann Großmann, Arnold Freymuth und Alfred Orgler an. Im November 1937 kam er als Hilfsarbeiter an das Reichsgericht und wurde zum 1. April 1938 zum Reichsgerichtsrat ernannt. Er war im II. Zivilsenat tätig.
Nach seiner Verhaftung im August 1945 durch den NKWD ist er im Januar 1946 im Speziallager Nr. 1 Mühlberg gestorben.